# Spalding (Nebraska)
Spalding és una població dels Estats Units a l'estat de Nebraska. Segons el cens del 2000 tenia 537 habitants.

## Demografia
Segons el cens del 2000, Spalding tenia 537 habitants, 220 habitatges, i 137 famílies. La densitat de població era de 609,8 habitants per km².
Dels 220 habitatges en un 24,1% hi vivien nens de menys de 18 anys, en un 50,9% hi vivien parelles casades, en un 9,1% dones solteres, i en un 37,7% no eren unitats familiars. En el 36,8% dels habitatges hi vivien persones soles el 22,7% de les quals corresponia a persones de 65 anys o més que vivien soles. El nombre mitjà de persones vivint en cada habitatge era de 2,3 i el nombre mitjà de persones que vivien en cada família era de 3,01.
Per edats la població es repartia de la següent manera: un 23,3% tenia menys de 18 anys, un 6,7% entre 18 i 24, un 19,2% entre 25 i 44, un 20,7% de 45 a 60 i un 30,2% 65 anys o més.
L'edat mediana era de 46 anys. Per cada 100 dones de 18 o més anys hi havia 82,3 homes.
La renda mediana per habitatge era de 27.039 $ i la renda mediana per família de 35.729 $. Els homes tenien una renda mediana de 21.184 $ mentre que les dones 18.125 $. La renda per capita de la població era de 16.087 $. Aproximadament el 6,8% de les famílies i el 9,8% de la població estaven per davall del llindar de pobresa.

## Poblacions més properes
El següent diagrama mostra les poblacions més properes.